# Bernard Newman
Pour les articles homonymes, voir Newman.
Bernard Newman est un costumier américain, né le 18 novembre 1903 à Joplin (Missouri), mort le 30 novembre 1966 à New York (État de New York).

## Biographie
Bernard Newman conçoit des costumes (robes principalement) pour trente-six films américains, le premier étant Idylle sous les toits de William A. Seiter (1933, avec Ginger Rogers et Norman Foster). Au sein de sa filmographie, figurent quelques comédies musicales de la RKO avec le couple Fred Astaire-Ginger Rogers, comme Le Danseur du dessus de Mark Sandrich (1935) et Sur les ailes de la danse de George Stevens (1936).
Citons également Le destin se joue la nuit de Frank Borzage (1937, avec Charles Boyer et Jean Arthur), Mariage incognito de George Stevens (1938, avec Ginger Rogers et James Stewart), Vous ne l'emporterez pas avec vous de Frank Capra (1938, avec James Stewart et Jean Arthur), L'Enfer vert de James Whale (1940, avec Douglas Fairbanks Jr. et Joan Bennett), Humoresque de Jean Negulesco (1946, avec Joan Crawford et John Garfield) et Les Passagers de la nuit de Delmer Daves (1947, avec Humphrey Bogart et Lauren Bacall).
Ses deux derniers films sortent en 1948, après quoi il se retire du cinéma.

## Filmographie partielle

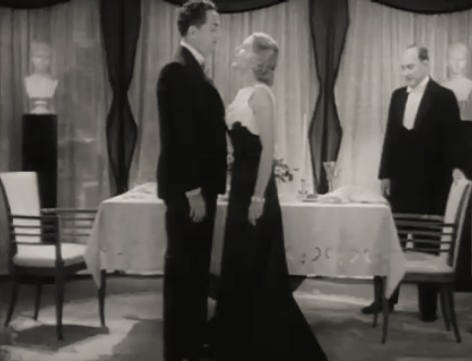
Mon ex-femme détective (1936) : William Powell, Jean Arthur et Eric Blore (de g. à d.)

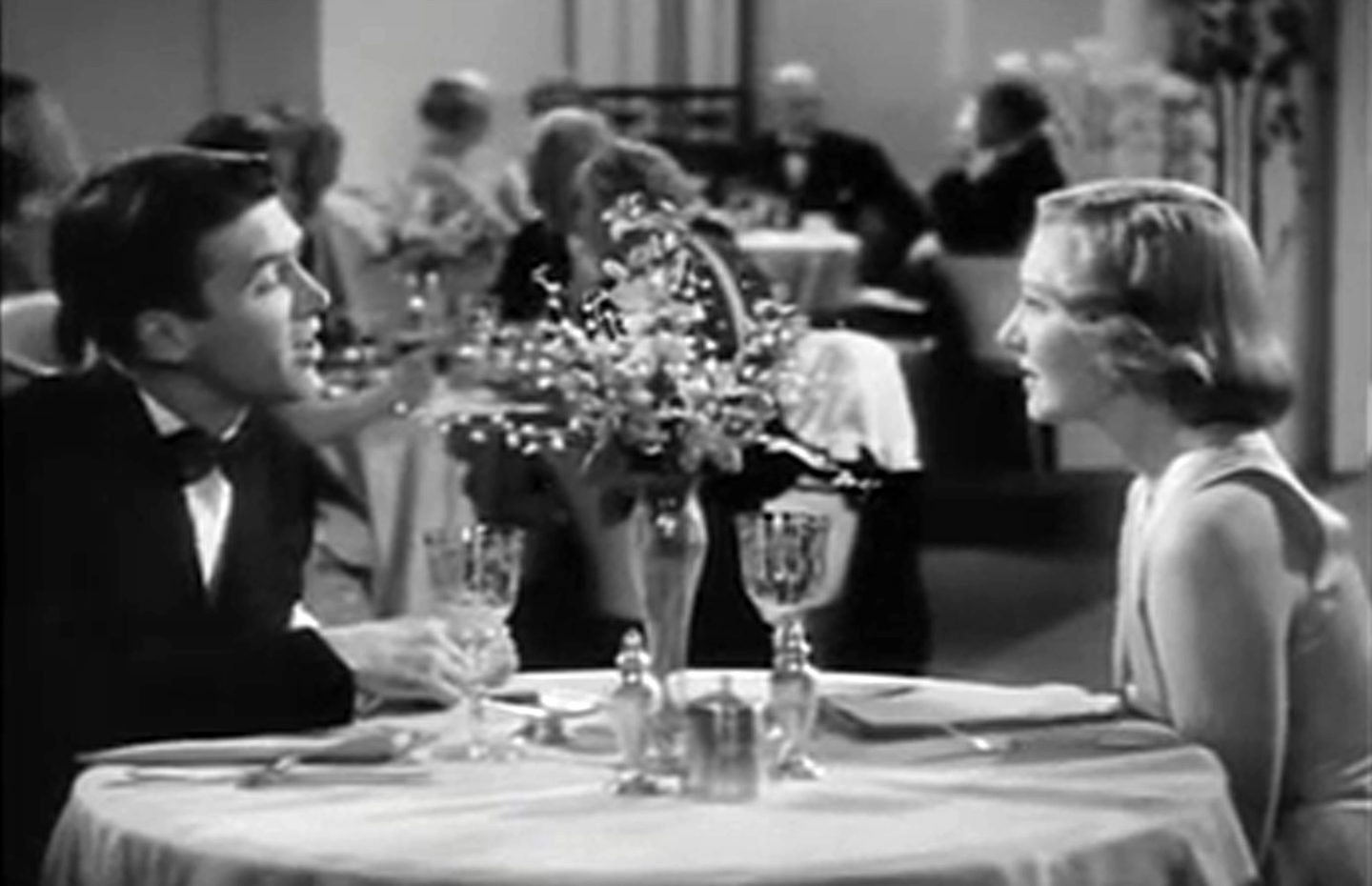
Vous ne l'emporterez pas avec vous (1938) : James Stewart et Jean Arthur

- 1933 : Idylle sous les toits (Rafter Romance) de William A. Seiter
- 1935 : L'Étoile de minuit (Star of Midnight) de Stephen Roberts
- 1935 : Griseries (I Dream Too Much) de John Cromwell
- 1935 : Le Danseur du dessus (Top Hat) de Mark Sandrich
- 1935 : Je te dresserai (In Person) de William A. Seiter
- 1935 : Sylvia Scarlett de George Cukor
- 1935 : Cœurs brisés (Break of Hearts) de Philip Moeller
- 1935 : Roberta de William A. Seiter
- 1936 : Le Mystère de Mason Park (Two in the Dark) de Benjamin Stoloff
- 1936 : En suivant la flotte (Follow the Fleet) de Mark Sandrich
- 1936 : Théodora devient folle (Theodora Goes Wild) de Richard Boleslawski
- 1936 : Mon ex-femme détective (The Ex-Mrs. Bradford) de Stephen Roberts
- 1936 : L'École des secrétaires (More Than a Secretary) d'Alfred E. Green
- 1936 : Sur les ailes de la danse (Swing Time) de George Stevens
- 1936 : Aventure à Manhattan (Adventure in Manhattan) d'Edward Ludwig
- 1936 : Madame consent (The Lady Consents) de Stephen Roberts
- 1936 : Carolyn veut divorcer (The Bride Walks Out) de Leigh Jason
- 1937 : Le destin se joue la nuit (History Is Made at Night) de Frank Borzage
- 1937 : Le Cœur en fête (When You're in Love) de Robert Riskin et Harry Lachman
- 1938 : Mariage incognito (Vivacious Lady) de George Stevens
- 1938 : Vous ne l'emporterez pas avec vous (You Can't Take It with You) de Frank Capra (Jean Arthur)
- 1940 : L'Enfer vert (Green Hell) de James Whale (Joan Bennett)
- 1942 : Six Destins (Tales of Manhattan) de Julien Duvivier
- 1942 : Mademoiselle Palmer et son psychiatre (Lady in a Jam) de Gregory La Cava (Irene Dunne)
- 1946 : Humoresque de Jean Negulesco
- 1946 : Jalousie (Deception) d'Irving Rapper
- 1947 : La Possédée (Possessed) de Curtis Bernhardt
- 1947 : Tu ne m'échapperas pas (Escape Me Never) de Peter Godfrey et LeRoy Prinz
- 1947 : Les Passagers de la nuit (Dark Passage) de Delmer Daves
- 1948 : Hazard de George Marshall
- 1948 : La Femme en blanc (The Woman in White) de Peter Godfrey